# Hanjagodanahalli, Sakleshpur
Hanjagodanahalli là một làng thuộc tehsil Sakleshpur, huyện Hassan, bang Karnataka, Ấn Độ.